# SN 2005li
SN 2005li – supernowa typu Ia odkryta 4 listopada 2005 roku w galaktyce A222315+0015. W momencie odkrycia miała maksymalną jasność 22,60m.